# Glory (Britney Spears-album)
A Glory Britney Spears amerikai énekesnő kilencedik stúdióalbuma. Az album augusztus 26-án jelent meg az RCA Records gondozásában. 2016. augusztus 3-án vált előrendelhetővé a Glory az Apple Music-on, emellett egy új szám jelent meg, melynek a neve Private Show. Az első kislemez, a Make Me... 2016. július 15-én debütált. A következő évben az albumot újra kiadták Japánban.
2017. május 31-én, illetve Kínában 2017. június 18-án. Az újra kiadott album dupla CD-s lett, a Glory dalain kívül tartalmazza a Britney: Live in Concert dallistáját.

## Háttér
2014 augusztusában Spears megerősítette, hogy megújította a szerződését az RCA-vel és ismét stúdióba vonult. Egy 2015 márciusában készült Billboard interjúban Spears azt mondta, hogy új albumon dolgozik "lassan, de biztosan". 2015 júliusában kép készült arról, hogy Spears Chantal Kreviazuk és Simon Wilcox dalszövegírókkal dolgozik, valamint a producer Ian Kirkpatrickkel. Még ebben a hónapban DJ Mustard bejelentette, hogy ő is dolgozik az albumon. 2016 márciusában Spears azt mondta, hogy "még aktívabban" dolgozik közelgő albumán és ez "a legjobb dolog, amit hosszú idők után csináltam". Szintén megjegyezte, hogy "semmit sem sietek el, szóval a rajongóim értékelni fogják." 2016. augusztus 3-án Spears felfedte új albuma borítóját és nevét, bejelentette a kiadás napját, valamint elmondta, hogy a "Private Show" című száma azonnal elérhető lesz azok számára, akik előrendelik a Glory-t.

## Kompozíció
Az album kezdeti munkálatai óta Spears elmondta, hogy valami újat szeretne alkotni és irányt váltani. Egy tumblrös Q&A során 2016 júliusában, amikor arról kérdezték, hogy milyen stílusú lesz az album Spears azt válaszolta, hogy "Csak azt mondom, hogy felfedeztünk néhány új dolgot." Augusztus 5-én egy rádiós interjú során, az On Air With Ryan Secrest-ben mondta el, hogy az album "sok időt igényelt, de úgy gondolom, hogy egy olyan szintre emeltük, ahol nagyon, nagyon örülök annak amim van. Menő, valóban másabb. Van két vagy három olyan dal, ami sokkal városiasabb irányba megy, amit már hosszú ideje meg akartam tenni és tényleg nem csináltam még ilyet."

## Promóció

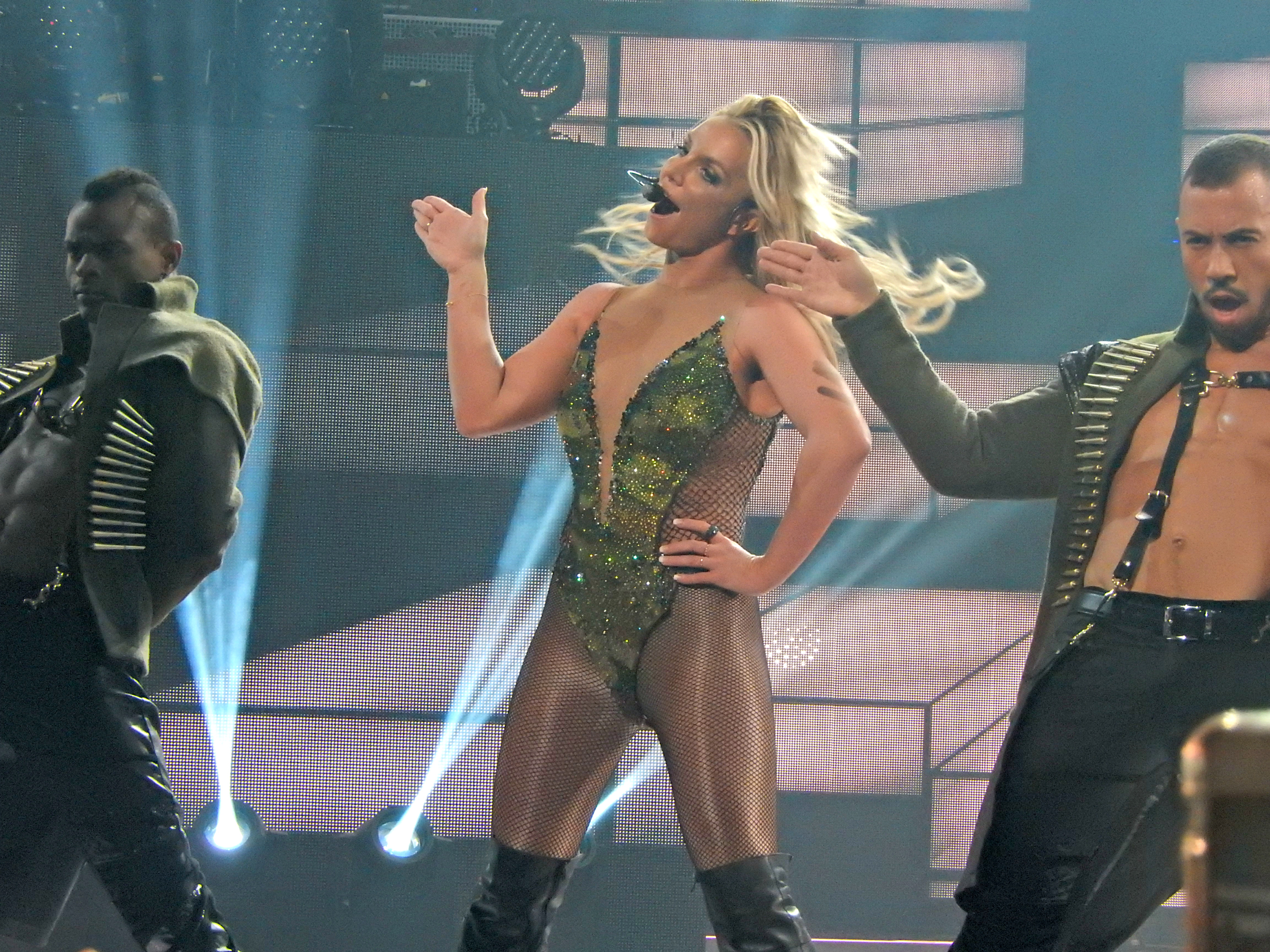
Britney a 2016-os Apple Music Festival-on.

2016 júliusában Britney egy tumblrös Q&A során kezdte el új albumát népszerűsíteni. Augusztusban szerepelt a Jimmy Kimmel Live!-ban, a műsor produkciójaként Britney feladata az volt, hogy új dalával, a Make Me...-vel felébressze Jimmyt a saját házában. Augusztus 5-én Britney rádiós interjút adott az "On Air with Ryan Seacrest" című műsorban. Augusztus 25-én Britney a The Late Late Show with James Corden című műsorban szerepelt, a "carpool karaoke" részben. Augusztus 27-én Britney élő adásban volt jelen a Most Requested Live-on, ismét egy Q&A során. Augusztus 28-án Britney 9 év után ismét fellépett az MTV Video Music Awards-on. A színpadon társult hozzá az amerikai rapper, G-Eazy, akivel előadták a Make Me...-t, valamint a rapper slágerét, a Me, Myself & I-t.
2016. szeptember 1-én pedig a Today c. Műsorban az NBC csatornán adták le egyenesen Britney Las Vegas-i showjából a "Do You Wanna Come Over?" és "Make Me..." előadását. Szeptember 8-án az énekesnő Ellen DeGeneres műsorában volt vendég, 24-én fellépett az iHeartRadio Music Festival-on, ahol előadta a Las Vegas-i koncertje dalait, illetve a Make Me... "VMA Eazy Remix" változatát G-Eazy-vel. Szeptember 27-én Londonban, az Apple Music Festival-on lépett fel, ahol a Britney: Piece of Me teljes showját adta elő. Az énekesnő a londoni tartózkodása alatt vendége volt a Jonathan Ross Show-ban, ahol előadta a "Make Me..."-t, valamint szerepelt a Loose Women-ben. 2016. november 16-án hozzáadták a Britney: Piece of Me dallistájához a "Slumber Party"-t, illetve a "Change Your Mind (No Seas Cortés)-t, utóbbit egy átvezetővideó alatt játszották le. 2016. december 2-án az énekesnő részt vett a Jingle Ball-on, ahol a 35. születésnapja alkalmából tortát kapott és előadta "Slumber Party"-t Tinashe-val. December 3-án Britney a Triple Ho Show koncertjén is fellépett, majd december 10-én a Pepsi Jingle Bash-on.

## Kislemezek
2016. július 15-én Spears kiadta az album első kislemezét, a "Make Me"...-t. Ez egy "kihívó", középtempójú R&B dal, amelyen közreműködött az amerikai rapper, G-Eazy is. 2016. november 16-án jelent meg a második kislemez, a "Slumber Party".

### Promóciós kislemezek
A "Private Show" az első promóció kislemezként jelent meg, az album előrendelésével egyben. A dal neve ihlette legújabb parfümjét is. A dal szövegét Britney Spears, Carla Williams, Tramaine Winfrey, Simon Smith, és Josh Dun írta. Augusztus 8-án Spears bejelentette a PopCrush-on keresztül, hogy a héten belül jelenik meg a második promóciós kislemez, a Clumsy. A harmadik promóciós kislemez a "Do You Wanna Come Over?" lett, mely augusztus 18-án jelent meg.

## Kritika
Az album általánosságban pozitív kritikákat kapott zenei kritikusoktól, akik szerint ezen albumon a legjobb Britney vokálja az In the Zone óta. Sal Cinquemani, a Slant Magazintól 3.5 pontot adott az 5-ből az albumra, mondván, hogy az album "merész és érett", viszont kritizálta a Private Show című dalt, mely szerinte baklövés. A "Boston Globe" szerint az album egyfajta "féktelen energia". Neil McCormick (a The Daily Telegraph-tól) szerint minden dal az albumon kislemeznek való. A "Los Angeles Times" szerint az album vokálja jóval fejletebb, mint Britney korábbi albumán, a Britney Jean-en. A Rolling Stone 5-ből 3.5 pontot adott az albumra. A Metacritic 100-ból 71 pontra értékeli az albumot, míg az AllMusic 5-ből 4 pontot adott a korongra. A Fuse TV "2016-os év 20 legjobb albuma" listáján a Glory a 12. lett. "A Pop Hercegnője megérdemelten szerezte vissza koronáját új albuma megjelenésével. A 2008-ban megjelent Circus album óta ez az egyik legerősebb lemeze. A ragacsos és nyálas pop dalok helyett (kivéve a Private Show-t) Britney visszatért az elektronikus, R&B-s stílushoz. A reggae beütésű "Slumber Party", a francia "Coupure Électrique" és a megunhatatlan "Love Me Down" dalok Britney zenei és hangi tehetségét kiválóan megmutatja, amire régóta nem volt példa."

### Elismerések
| Társulat       | Lista                         | Év   | Helyezés |
| -------------- | ----------------------------- | ---- | -------- |
| AOL            | 2016 legjobb albumai          | 2016 | 5.       |
| Rolling Stone  | 2016 legjobb pop albumai      | 2016 | 5.       |
| Slant Magazine | 2016 huszonöt legjobb albumai | 2016 | 10.      |
| Digital Spy    | 2016 húsz legjobb albumai     | 2016 | 11.      |
| Fuse           | 2016 legjobb albumai          | 2016 | 12.      |

Az album promóciós kislemezeit is megválasztották az év dalának. A Billboard és az Entertainment Weekly szerint a "Do You Wanna Come Over?" lett az év egyik legjobb popdala, míg a Rolling Stone a "Clumsy"-t választotta meg az év egyik popdalának.

## Eladás
A Media Traffic információi szerint az első héten 147.000 példány kelt el az albumból. Az USA-ban 111.000 példányt értékesítettek, így a Billboard 200 harmadik helyen debütált. Az album a 2. helyen debütált az Egyesült Királyságban, Írországban 1. helyen, így ezek Britney legjobb helyezései a brit és ír slágerlistán a Blackout óta. Németországban 3. helyen nyitott az album, az olasz slágerlistán 1. helyezést ért el, ez Britney első albuma, mely number one lett Olaszországban. A Mahasz Top 40 listáján a 10. helyen nyitott az album.

## Az album dalai
| 1.  | Invitation                               | Britney Spears, Julia Michaels, Justin Tranter, Nick Monson                    | Monson, Mischke                   | 3:18 |
| 2.  | Make Me... (G-Eazy közreműködésével)     | Spears, Matthew Burns, Joe Janiak, Gerald Gillum                               | Burns, Mischke                    | 3ː51 |
| 3.  | Private Show                             | Spears, Carla Williams, Tramaine Winfrey, Simon Smith, Josh Dun                | Young Fyre                        | 3ː54 |
| 4.  | Man on the Moon                          | Jason Evigan, Ilsey Juber, Phoebe Ryan, Sterling Fox, Marcus Lomax             | Evigan, Dan Book, Pat Thrall      | 3:46 |
| 5.  | Just Luv Me                              | Daniel Omelio, Magnus August Høiberg, Michaels                                 | Cashmere Cat, Robopop, Mischke    | 4:01 |
| 6.  | Clumsy                                   | Talay Riley, Warren Felder, Alex Niceford                                      | Warren Felder, Alex Nice, Mischke | 3ː02 |
| 7.  | Do You Wanna Come Over?                  | Mattias Larsson, Robin Fredriksson, Michaels, Tranter, Sandy Chila             | Mattman & Robin                   | 3:22 |
| 8.  | Slumber Party (Tinashe közreműködésével) | Larsson, Fredriksson, Michaels, Trantery                                       | Mattman & Robin, Mischke          | 3:34 |
| 9.  | Just Like Me                             | Spears, Michaels, Tranter, Monson                                              | Monson, Mischke                   | 2:44 |
| 10. | Love Me Down                             | Evan Kidd Bogart, Andrew Goldstein, Jesse St. John, Jessica Karpov             | Goldstein, Mischke                | 3:18 |
| 11. | Hard to Forget Ya                        | Oscar Görres, Ian Kirkpatrick, Brittany Coney, Denisia Andrews, Edward Drewett | Görres, Kirkpatrick, Mischke      | 3:29 |
| 12. | What You Need                            | Spears, Williams, Winfrey, Smith                                               | Winfrey, Mischke                  | 3:07 |

| 1.  | Invitation                           | Britney Spears, Julia Michaels, Justin Tranter, Nick Monson                    | Monson, Mischke                   | 3:18 |
| 2.  | Do You Wanna Come Over?              | Mattias Larsson, Robin Fredriksson, Michaels, Tranter, Sandy Chila             | Mattman & Robin                   | 3:22 |
| 3.  | Make Me... (G-Eazy közreműködésével) | Spears, Matthew Burns, Joe Janiak, Gerald Gillum                               | Burns, Mischke                    | 3:51 |
| 4.  | Private Show                         | Spears, Carla Williams, Tramaine Winfrey, Simon Smith, Josh Dun                | Young Fyre                        | 3:54 |
| 5.  | Man on the Moon                      | Jason Evigan, Ilsey Juber, Phoebe Ryan, Sterling Fox, Marcus Lomax             | Evigan, Dan Book, Pat Thrall      | 3:46 |
| 6.  | Just Luv Me                          | Daniel Omelio, Magnus August Høiberg, Michaels                                 | Cashmere Cat, Robopop, Mischke    | 4:01 |
| 7.  | Clumsy                               | Spears, Talay Riley                                                            | Warren Felder, Alex Nice, Mischke | 3:02 |
| 8.  | Slumber Party                        | Larsson, Fredriksson, Michaels, Trantery                                       | Mattman & Robin, Mischke          | 3:34 |
| 9.  | Just Like Me                         | Spears, Michaels, Tranter, Monson                                              | Monson, Mischke                   | 2:44 |
| 10. | Love Me Down                         | Evan Kidd Bogart, Andrew Goldstein, Jesse St. John, Jessica Karpov             | Goldstein, Mischke                | 3:18 |
| 11. | Hard to Forget Ya                    | Oscar Görres, Ian Kirkpatrick, Brittany Coney, Denisia Andrews, Edward Drewett | Görres, Kirkpatrick, Mischke      | 3:29 |
| 12. | What You Need                        | Spears, Williams, Winfrey, Smith                                               | Winfrey, Mischke                  | 3:07 |

| 13. | Better                            | Spears, Michaels, Tranter, Michael Tucker                    | Bloodpop, Mischke        | 3:09 |
| 14. | Change Your Mind (No Seas Cortés) | Larsson, Fredriksson, Michaels Tranter                       | Mattman & Robin, Mischke | 3:00 |
| 15. | Liar                              | Evigan, Breyan Isaac, Danny Parker, Nash Overstreet          | Evigan                   | 3:16 |
| 16. | If I'm Dancing                    | Kirkpatrick, Simon Wilcox, Chantal Kreviazuk                 | Kirkpatrick, Mischke     | 3:24 |
| 17. | Coupure Électrique                | Spears, Lance Eric Shipp, Nathalia Marshall, Rachael Kennedy | Shipp, Mischke           | 2:20 |

| 18. | Mood Ring | Jon Asher, Melanie Fontana | DJ Mustard, Twice as Nice, Jon Asher | 3:49 |

| 18. | Make Me... (feat. G-Eazy) (videóklip) | Spears, Burns, Janiak, Gilum | Burns, Mischke | 4:54 |

## Megjelenési dátumok
| Régió       | Dátum                | Formátum               | Kiadás           | Kiadó            |
| ----------- | -------------------- | ---------------------- | ---------------- | ---------------- |
| Világszerte | 2016. augusztus 26.  | CD, digitális letöltés | Standard, deluxe | RCA, Sony Music  |
| Japán       | 2016. Szeptember 14. | CD                     | Japán kiadás     | Sony Music Japan |
| Korea       | 2016. augusztus 30.  | CD                     | Koreai kiadás    | Sony Music Korea |